# Szent Száva
Szent Száva (szerbül: Свети Сава), eredeti nevén Rastko Nemanjić (szerbül: Растко Немањић), (1174 – 1236. január 14.), a szerb államiság megteremtőjeként tisztelt, dinasztiaalapító Nemanja István szerb fejedelem legkisebb fia. Az önálló szerb ortodox egyház megalapítója, továbbá az első érsek, író, fordító és törvényíró: bizánci törvénykönyvet fordított az egyházi életről, kolostori szabályzatot és egyházi költeményeket írt.

## Élete
A bizánci műveltség szellemében nevelkedett, erősen vonzódott a szerzetesi életmódhoz. 1192-ben a Szent Hegyre, az athoszi Vatopédi kolostorba vonult, itt vette fel a Száva szerzetesi nevet. Az időközben apja lemondott a trónról és szerzetesként Simeon nevet vette fel. Közösen 1198-ban szerb kolostorként újra alapítják Hilandart az Athosz-hegyen (Jelenleg a szerbek legnagyobb zarándokhelye). Itt a külvilágtól szinte teljesen elzárva még 1198-ban összeállította a Hilandari Tipikont ( kolostori szabályzatot). Csak 1208-ban tért vissza Szerbiába és székhelyét Studenicai kolostorba helyezi át  és vezető szerepet vállal a szerbiai egyház életében. Összeállítja a Studenicai Tipikont, ennek részeként írja meg az első szerb irodalmi művet "Szent Simeon életét", valamint összeállítja Szent Simeon liturgiáját. Kialakítja a szerb egyház szervezetét, nyolc püspökséget alapít, rendezi a kolostorok működését, iskolákat és kórházakat hoz létre a kolostorokon belül, összeállítja az első szerb jogszabály-gyűjteményt a  Zakonopravilo-t (Nomokanon). Munkássága nyomán fejlődésnek indult a középkori szerb írásbeliség; az egyházi irodalom fordításával elősegítette a szerb irodalmi nyelv kialakulását és megerősíti ortodox vallásában az ország népét. 1219-ben a niceai egyházfőktől érseki rangot és fölhatalmazást kapott a független szerb ortodox egyház megalapítására, a pátriárka az első szerb érsekké szenteli fel. 1220-ban  a pápától engedélyt kap arra, hogy a szerb ortodox érsek áldja meg a szerb király koronáját.

Szentföldről való visszatértében, a bolgár fővárosban Tarnovoban halt meg 1236-ban, az útja során megalapította a Kármel-hegyen lévő Ákonban Szent György és a Sínai-hegyen Szent János kolostorát.
1237-ben I. István Ulászló szerb király a délnyugat-szerbiai Mileševa kolostorba viteti át Szent Száva ereklyéit, amit 1594-ben Szinán török pasa a bánáti szerbek lázadását megtorlandó a Belgrád melletti Vracsar mezején nyilvánosan elégetteti Szent Száva ereklyéit ennek emlékére később itt építették fel a Szent Száva-templomot.
Tevékenységének eredményeként megerősítette ortodox vallásában az ország népét és Szerbia civilizációs forradalmon ment át, melynek eredményeként az individuális szerb kultúra az európai kultúrák családjának egyik tagjává vált, s a kor legfejlettebb bizánci (balkáni) műveltségét közvetítő keleti kereszténységgel kapcsolódott össze.

A szentéletű államférfi nagy életművet hagyott maga után: a kolostori életet szabályozó tipikonokat (regulák: Karejski, Hilandarski, Studenički tipik), apja, Szent Simon életrajzát (Litija svetog Simeona), kánonjogi összeállításokat (Nomokanon - Krmčija), liturgikus műveket, vallásos himnuszokat. A szerbség legkedveltebb középkori személyiségét ma is a legnagyobb szentként tisztelik, Szent Száva a szerb oktatás és a kultúra védőszentje lett. Ünnepe, január 27-e munkaszüneti nap a szerbiai iskolákban.